# Англи
Англи су били германски народ са севера данашње Немачке, који је заједно са Сасима, Јитима и Фризима населио Велику Британију у 5. веку. Од тих германских народа, који су потиснули Келте на острву, настали су Енглези. Англи су живели на полуострву Ангелн, које се налази у немачкој провинцији Шлезвиг-Холштајн. Населивши данашњу Енглеску, формирали су краљевине Нортамбрија, Мерсија и Источна Англија.

## Етимологија
Име Англа је вероватно први пут забележено у латинизованом облику, као Anglii, у тацитовој Германији. Сматра се да потиче од имена области коју су првобитно насељавали, полуострва Англија (Ангелн на модерном немачком, Ангел на модерном данском).
Постављено је више теорија о етимологији имена:
- Према Геста Данорум Дан и Ангул (Ангел) су постали владари уз сагласност свог народа због своје храбрости. Дан је дао име Данцима, а Ангел је дао имена Англима.
- Настало је од германског корена за „узак“ (упореди немачки и холандски eng = „уски“), што значи „уско [вода]“, тј. ушће Шлеја; корен би био *h₂enǵʰ, „тесно“.
- Назив потиче од „удица“ (као у пецању рибе), у смислу облика полуострва; индоевропски лингвиста Јулије Покорни га изводи из протоиндоевропског *h₂enk-, „савијати“.[5] Алтернативно, Англи су могли бити названи тако јер су били рибарски народ или су пореклом од њих.[6]

Током петог века, сва германска племена која су извршила инвазију на Британију називана су Englisc, Ængle или Engle, који су сви били говорници староенглеског (који је био познат као Englisc, Ænglisc, или Anglisc). Englisc и његов потомак, енглески језик, такође сежу до прото-индоевропског *h₂enǵʰ-, што значи „уско“.
Папа Гргур I је у једној посланици поједноставио латинизовано име Anglii у Angli, при чему се овај други облик развио у преферирани облик речи. Земља је остала Anglia на латинском. Превод Алфреда Великог Орозијеве историје света користи Angelcynn (-кин) да опише енглески народ; Беда користи Angelfolc (-фолк); појављују се и облици као што су Engel, Englan (народ), Englaland и Englisc, и сви показују и-мутацију.

## Грчко-римска историографија

### Тацит
Најраније познато помињање Англа је можда у 40. поглављу Тацитове Германије, написано око 98. године. Тацит описује „Англе“ као једно од удаљенијих племена Свева у поређењу са Семнонима и Лангобардима, који су живели на Елби и били познатији Римљанима. Он је груписао Англе са неколико других племена у том региону, Реудигни, Авионс, Варини, Јудосес, Суринс, и Нуатонс. Сви су они живели иза бедема река и шума, и стога пределима неприступачни за нападе.
Он не даје прецизне податке о њиховој географској ситуацији, али наводи да су, заједно са шест других племена, обожавали Нертус, односно Мајку Земљу, чије се светилиште налазило на „острву у океану“. Јудосес су Јити; ови називи се вероватно односе на локалитете у Јутланду или на обали Балтика. Обала садржи довољно ушћа, увала, река, острва, и мочвара да би тада била неприступачна онима који нису познавали терен, као што су Римљани, који су га сматрали непознатим, неприступачним, са малом популацијом и од малог економског интереса .
Већина научника верује да су Англи живели на обалама Балтичког мора, вероватно у јужном делу полуострва Јутланд. Ово гледиште је делимично засновано на староенглеској и данској традицији о личностима и догађајима из четвртог века, а делом зато што се у прехришћанској скандинавској религији налазе упадљиве сродности са култом Нертуса, како га описује Тацит.

### Птоломеј
Птоломеј, који је писао око 150. године наше ере, у свом атласу Географија (2.10), описује их на збуњујући начин. У једном одломку, Sueboi Angeilloi (на грчком еквивалентно латинском писању Suevi Angili), живе на делу земље између северне Рајне и централне Лабе, али очигледно не додирују ниједну реку, са субским Лангобардима на Рајни на западу, и субским Семнонима на Елби која се протеже на њиховом истоку. Ово је неочекивано. Међутим, како је истакао Гудмунд Скат, Лангобарди се појављују и као „Лакобарди“ на другом положају у близини Лабе и Саксонаца, што се сматра да је вероватније тачно, а Англи су вероватно такође живели у том региону. Због несигурности овог одломка, постојало је много спекулација у вези са првобитним домом Англа.
Једна теорија је да су они или део њих живели или селили се међу другим приморским људима, можда конфедерисаним до басена Зале (у близини древног кантона Енгилин) у долинама Унструт испод Кифхојзера, из којег региона Lex Anglorum et Werinorum hoc est Thuringorum многи верују да потичу. Етничка имена Фризијаца и Варина су такође посведочена у овим саксонским областима.
Друго могуће решење је да ови Птоломејеви Англи уопште нису они о којим је писао Шлезвиг. Према Јулијусу Покорнију, ангри- у Ангривари, -ангр у Хардангр и англ- у Англима сви потичу од истог корена који значи „савијање”, али у различитим значењима. Другим речима, сличност имена је потпуно случајна и не одражава никакво етничко јединство осим германског. Гудмунд Шуте, у својој анализи Птоломеја, верује да су Англи једноставно били премештени једном грешком која је произашла из Птоломејеве употребе несавршених извора. Он истиче да су Англи тачно постављени североисточно од Лангобардија, али да су ови дуплирани, тако да се појављују једном, исправно, на доњој Лаби, а други пут, погрешно, на северној Рајни.

## Средњовековна историографија
Беда наводи да су Англи, пре него што су дошли у Велику Британију, живели у земљи званој Ангулус, „која лежи између провинције Јута и Саксонаца, и која је до данас остала ненасељена“. Сличне доказе даје Historia Brittonum. Краљ Алфред Велики и хроничар Етелворд поистоветили су ово место са Англијом, у провинцији Шлезвиг (Слесвиг; иако је тада можда било веће), и ова идентификација се слаже са индикацијама које је дао Беда.
У извештају норвешког морепловца Охтера из Халогаланда о дводневном путовању од фјорда Осла до Шлезвига, он је известио о земљишту на његовом десном прамцу, а Алфред је приложио белешку „на овим острвима су живели Англи пре него што су овамо дошли“. Потврду дају енглеска и данска предања која се односе на два краља по имену Вермунд и Офа од Ангела, од којих је краљевска породица Мерсија тврдила да потичу и чији су подвизи повезани са Англијом, Шлезвигом и Рендсбургом.
Данска традиција је сачувала запис о два гувернера Шлезвига, оца и сина, у њиховој служби, Фровинус (Фреавин) и Виго (Виг), од којих је краљевска породица Весекс тврдила да потиче. Током петог века, Англи су извршили инвазију на Велику Британију, након чега се њихово име више не појављује на континенту осим у наслову правног законика издатог Тиринжанима: Lex Anglorum et Werinorum hoc est Thuringorum.
Англи су предмет легенде о папи Гргуру I, који је случајно видео групу деце Англа из Деире на продаји као робове на римском тржишту. Како је причао Беда, Гргур је био запањен необичним изгледом робова и распитао се о њиховом пореклу. Када му је речено да се зову Англи, одговорио је латинском игром речи која се преводи као: „Bene, nam et angelicam habent faciem, et tales angelorum in caelis decet esse coheredes“ (Добро је, јер имају анђеоско лице, и такви људи треба да буду канаследници анђела на небу). Наводно је овај сусрет инспирисао папу да покрене мисију да донесе хришћанство њиховим сународницима.